# Падалинское сельское поселение
Падали́нское се́льское поселе́ние — муниципальное образование в Амурском районе Хабаровского края России.
Административный центр — село Падали.

## Население
| 2010  | 2011  | 2012  | 2013  | 2014  | 2015  | 2016  |
| ----- | ----- | ----- | ----- | ----- | ----- | ----- |
| 2062  | ↘2047 | ↘1994 | ↗2031 | ↘1978 | ↘1942 | ↘1874 |
| 2017  | 2018  | 2019  | 2020  | 2021  |       |       |
| ↘1835 | ↘1776 | ↘1726 | ↘1706 | ↘1512 |       |       |

## Населённые пункты
В состав поселения входят 3 населённых пункта:
| № | Населённый пункт | Тип             | Население |
| - | ---------------- | --------------- | --------- |
| 1 | Известковый      | посёлок         | ↘1301     |
| 2 | Малмыж           | посёлок станции | ↘64       |
| 3 | Падали           | село            | ↘147      |

Первоначально с 2004 года в Падалинское сельское поселение также входил сельский населённый пункт казарма 286 км, который в 2012 году был передан в Эльбанское городское поселение.

## История
27 ноября 1942 года был образован Падалинский сельский совет в составе Комсомольского района.
С 14 февраля 1963 года Падалинский сельсовет входил в Амурский промышленный район, а с 14 января 1965 года — в Амурский район.
22 апреля 1976 года часть Падалинского сельсовета отошла Эльбанскому поссовету. 19 октября 1978 года центром Падалинского сельсовета стал п. Известковый.
В 1992 году Падалинский сельский совет был преобразован в Падалинскую сельскую администрацию, а в 2004 году в Падалинское сельское поселение.